# Carrie Chapman Catt
Carrie Chapman Catt, född 9 januari 1859 i Ripon i Fond du Lac County, Wisconsin, död 9 mars 1947 i New Rochelle, New York, var en amerikansk rösträttskvinna.
Catt företog vidsträckta föreläsningsturnéer i Amerika och Europa i syfte att verka för kvinnans politiska rösträtt. Hon var även under många år (1900–1904 och 1915–1920) ordförande i The National American Woman Suffrage Association och bidrog till rösträttsfrågans lösning i USA 1920. 1904 grundade hon International Woman Suffrage Alliance, vars ordförande hon var 1904–1923. 1920 grundade hon League of Women Voters, den största kvinnoorganisationen i USA.